# 1919 w muzyce
Wydarzenia muzyczne w 1919 roku.

## Urodzili się
- 5 stycznia – Severino Gazzelloni, włoski flecista (zm. 1992)
- 18 stycznia – Juan Orrego-Salas, chilijski kompozytor (zm. 2019)
- 22 stycznia – Sid Ramin, amerykański kompozytor i aranżer muzyki filmowej, laureat Oscara (zm. 2019)
- 24 stycznia
  - Leon Kirchner, amerykański kompozytor, dyrygent i pianista (zm. 2009)
  - Andrzej Wąsowski, amerykański pianista pochodzenia polskiego (zm. 1993)
- 2 lutego – Lisa Della Casa, szwajcarska śpiewaczka operowa (sopran) (zm. 2012)
- 6 lutego – Jan Karoń, polski skrzypek, artysta lutnik, współzałożyciel Stowarzyszenia Polskich Artystów Lutników (zm. 2008)
- 13 lutego
  - Tennessee Ernie Ford, amerykański piosenkarz country, pop i gospel (zm. 1991)
  - Zdzisław Tanewski, polski pianista, pedagog muzyczny, kawaler orderów (zm. 2018)
- 22 lutego – Jiří Pauer, czeski kompozytor (zm. 2007)
- 25 lutego – Fred Katz, amerykański wiolonczelista i kompozytor (zm. 2013)
- 27 lutego – Roman Haubenstock-Ramati, polski i austriacki kompozytor żydowskiego pochodzenia, redaktor muzyczny (zm. 1994)
- 3 marca – Bożena Brun-Barańska, polska śpiewaczka operowa i aktorka (zm. 1993)
- 9 marca – Ignacy Zyśk, polski (kurpiowski) muzyk ludowy, skrzypek (zm. 2013)
- 15 marca – George Avakian, amerykański producent dźwięku (zm. 2017)
- 17 marca – Nat King Cole, amerykański pianista jazzowy i piosenkarz (zm. 1965)
- 19 marca – Lennie Tristano, amerykański kompozytor i pianista jazzowy (zm. 1978)
- 3 kwietnia – Ervin Drake, amerykański kompozytor i autor tekstów piosenek (zm. 2015)
- 14 kwietnia – Shamshad Begum, indyjska piosenkarka (zm. 2013)
- 16 kwietnia
  - Merce Cunningham, amerykański tancerz, choreograf (zm. 2009)
  - Nilla Pizzi, włoska piosenkarka (zm. 2011)
- 17 kwietnia – Chavela Vargas, meksykańska pieśniarka (zm. 2012)
- 23 kwietnia – Bülent Arel, turecki kompozytor (zm. 1990)
- 1 maja – Manna Dey indyjski piosenkarz (zm. 2013)
- 3 maja
  - Jane Scott, amerykańska krytyk muzyczna (zm. 2011)
  - Pete Seeger, amerykański piosenkarz folkowy, działacz polityczny (zm. 2014)
- 16 maja
  - Zbigniew Kurtycz, polski piosenkarz, gitarzysta i kompozytor (zm. 2015)
  - Liberace, amerykański artysta estradowy, pianista i showman (zm. 1987)
- 17 maja – Antonio Aguilar, meksykański pisarz, piosenkarz, aktor i reżyser (zm. 2007)
- 18 maja – Margot Fonteyn, brytyjska baletnica, tancerka, primabalerina (zm. 1991)
- 31 maja – Lidia Skowron, polska śpiewaczka operowa (sopran liryczny), primadonna bydgoskiej Opery (zm. 2002)
- 11 czerwca – Helen Tobias-Duesberg, estońsko-amerykańska kompozytorka i organistka (zm. 2010)
- 17 czerwca – Galina Ustwolska, rosyjska kompozytorka (zm. 2006)
- 24 czerwca – Janina Szombara, polska pianistka i pedagog (zm. 2022)
- 2 lipca – Abdulla Grimci, albański kompozytor (zm. 2018)
- 6 lipca – Ernst Haefliger, szwajcarski śpiewak (tenor) (zm. 2007)
- 26 lipca – Nina Stano, polska śpiewaczka i pedagog (zm. 2017)
- 27 lipca – Jonathan Sternberg, amerykański dyrygent (zm. 2018)
- 28 lipca – Milan Horvat, chorwacki i jugosłowiański dyrygent (zm. 2014)
- 31 lipca – Norman Del Mar, brytyjski dyrygent i pisarz muzyczny (zm. 1994)
- 5 sierpnia – Zdzisław Wendyński, polski dyrygent (zm. 1984)
- 7 sierpnia – Kim Borg, fiński śpiewak operowy (bas), kompozytor i nauczyciel śpiewu (zm. 2000)
- 11 sierpnia – Ginette Neveu, francuska skrzypaczka (zm. 1949)
- 12 sierpnia – Henryk Klejne, polski kompozytor, dyrygent i pianista (zm. 1976)
- 13 sierpnia – George Shearing, amerykański pianista i kompozytor jazzowy (zm. 2011)
- 24 sierpnia
  - Niels Viggo Bentzon, duński kompozytor i pianista (zm. 2000)
  - Benny Moré, kubański piosenkarz i kompozytor (zm. 1963)
- 30 sierpnia
  - Jadwiga Pietraszkiewicz, polska śpiewaczka operowa (sopran), profesor (zm. 2013)
  - Kitty Wells, amerykańska piosenkarka country (zm. 2012)
- 4 września – Teddy Johnson, brytyjski piosenkarz, uczestnik 4. Konkursu Piosenki Eurowizji (1959) (zm. 2018)
- 11 września – Margaret Tynes, amerykańska śpiewaczka operora (sopran) (zm. 2024)
- 16 września – Sven-Erik Bäck, szwedzki kompozytor, dyrygent i skrzypek (zm. 1994)
- 18 września
  - Edward Bury, polski kompozytor, dyrygent, pianista i pedagog (zm. 1995)
  - Mieczysław Wojnicki, polski piosenkarz i aktor operetkowy (zm. 2007)
- 21 września – Władysław Oćwieja, polski organista i dyrygent (zm. 1955)
- 23 września – Bogdan Paprocki, polski śpiewak operowy (tenor) (zm. 2010)
- 24 września – Jack Costanzo, amerykański perkusjonista jazzowy (zm. 2018)
- 25 września – Stanisław Hadyna, polski kompozytor, dyrygent, muzykolog i pisarz (zm. 1999)
- 8 października – Hal Singer, amerykański piosenkarz i saksofonista jazzowy, bandleader (zm. 2020)
- 9 października – Irmgard Seefried, niemiecka śpiewaczka operowa (sopran) (zm. 1988)
- 11 października – Art Blakey, amerykański perkusista i kompozytor jazzowy (zm. 1990)
- 18 października
  - Anita O’Day, amerykańska wokalistka jazzowa (zm. 2006)
  - Camilla Williams, amerykańska, czarnoskóra śpiewaczka operowa (sopran) (zm. 2012)
- 20 października – Lia Origioni, włoska aktorka i piosenkarka (zm. 2022)
- 27 października – Michel Schwalbé, polski skrzypek i pedagog (zm. 2012)
- 18 listopada – Irena Rolanowska, polska pianistka i pedagog (zm. 2007)
- 21 listopada – Eleanor Collins, kanadyjska piosenkarka jazzowa, prezenterka telewizyjna (zm. 2024)
- 23 listopada – Cláudio Santoro, brazylijski kompozytor, dyrygent i skrzypek (zm. 1989)
- 3 grudnia – Władysław Skoraczewski, polski śpiewak operowy (bas-baryton), dyrygent, instruktor harcerski (zm. 1980)
- 6 grudnia – Gideon Klein, czeski pianista i kompozytor żydowskiego pochodzenia (zm. 1945)
- 8 grudnia – Mieczysław Wajnberg, kompozytor rosyjski pochodzenia żydowsko-polskiego (zm. 1996)
- 10 grudnia – Sesto Bruscantini, włoski śpiewak operowy (baryton) (zm. 2003)
- 12 grudnia – Antonín Kohout, czeski wiolonczelista (zm. 2013)
- 25 grudnia – Naushad Ali, indyjski muzyk i kompozytor (zm. 2006)
- 30 grudnia – David Willcocks, angielski dyrygent i organista (zm. 2015)

## Zmarli
- 2 lutego – Xavier Leroux, francuski kompozytor (ur. 1863)
- 4 lutego – Jelizawieta Ławrowska, rosyjska śpiewaczka (mezzosopran) (ur. 1845)
- 16 lutego – Rudolf Dittrich, austriacki pianista, skrzypek, organista i kompozytor (ur. 1861)
- 18 lutego – Henry Ragas, amerykański pianista jazzowy (ur. 1891)
- 5 marca – Józef Surzyński, polski historyk i teoretyk muzyki, dyrygent, kompozytor, ksiądz katolicki (ur. 1851)
- 3 kwietnia – Paul Geisler, niemiecki dyrygent i kompozytor (ur. 1856)
- 13 marca – Arthur O’Leary, irlandzki kompozytor, pianista i pedagog (ur. 1834)
- 6 kwietnia – Stefan Surzyński, polski kompozytor, organista, dyrygent, nauczyciel muzyki (ur. 1855)
- 24 kwietnia – Camille Erlanger, francuski kompozytor (ur. 1863)
- 8 maja – Philipp Wolfrum, niemiecki kompozytor, dyrygent, organista, muzykolog i pedagog (ur. 1854)
- 9 maja – James Reese Europe, amerykański mandolinista jazzowy, kompozytor i kierownik zespołu (ur. 1881)
- 22 maja – Ostap Nyżankiwski, ukraiński działacz społeczny, kompozytor, dyrygent, ksiądz greckokatolicki, poseł na Sejm Krajowy Galicji IX kadencji (ur. 1863)
- 22 czerwca – Julian Skriabin, rosyjski kompozytor muzyki klasycznej, syn Aleksandra Skriabina (ur. 1908)
- 10 lipca – Hugo Riemann, niemiecki muzykolog (ur. 1849)
- 9 sierpnia – Ruggero Leoncavallo, włoski kompozytor operowy (ur. 1857)
- 11 września – Géza Csáth, węgierski pisarz, dramaturg, muzyk, krytyk muzyczny, lekarz psychiatra (ur. 1887)
- 27 września – Adelina Patti, włoska śpiewaczka operowa (sopran) (ur. 1843)
- 5 października – Jean Louis Nicodé, niemiecki kompozytor, pianista i dyrygent (ur. 1853)
- 14 października – Ángel Villoldo, argentyński kompozytor (ur. 1861)
- 16 grudnia – Luigi Illica, włoski librecista (ur. 1857)
- 18 grudnia – Horatio Parker, amerykański kompozytor, organista i pedagog (ur. 1863)
- 21 grudnia – Louis Diémer, francuski pianista i kompozytor (ur. 1843)
- 31 grudnia – Marie van Zandt, amerykańska śpiewaczka operowa (sopran) (ur. 1858)

Data dzienna nieznana
- Władysław Pachulski, polski skrzypek i pianista (ur. 1857)